# 小行星9977
小行星9977（英語：9977）是一颗围绕太阳公转的小行星。1994年1月2日，小林隆男在大泉天文台发现了此天体。
这颗小行星的绝对星等为175.93098等。